# Saku Koivu
Saku Antero Koivu (ur. 23 listopada 1974 w Turku) – fiński hokeista, reprezentant Finlandii, czterokrotny olimpijczyk. Zawodnik zespołu NHL - Anaheim Ducks. Od 2006 członek Międzynarodowego Komitetu Olimpijskiego
Jego ojciec Jukka (ur. 1953) i młodszy brat Mikko (ur. 1983) także zostali hokeistami.

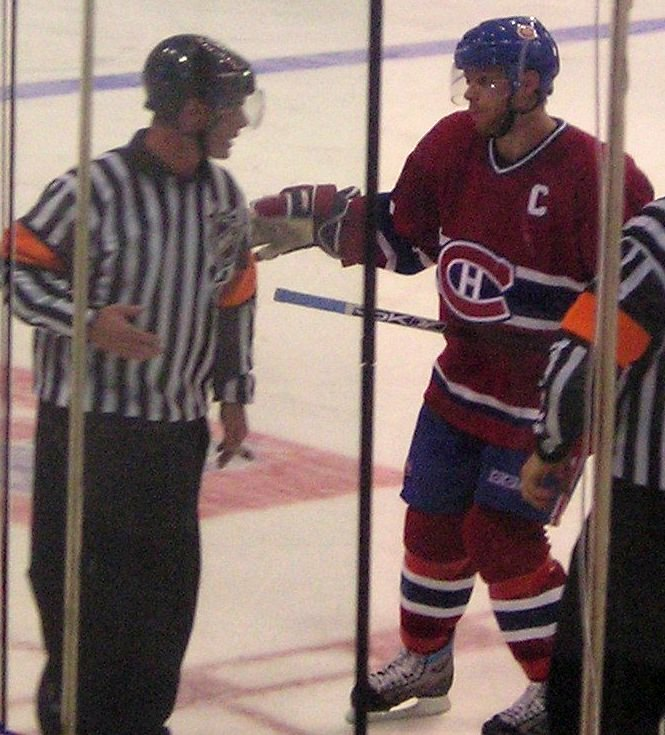
Saku Koivu w barwach Montreal Canadiens (2007)

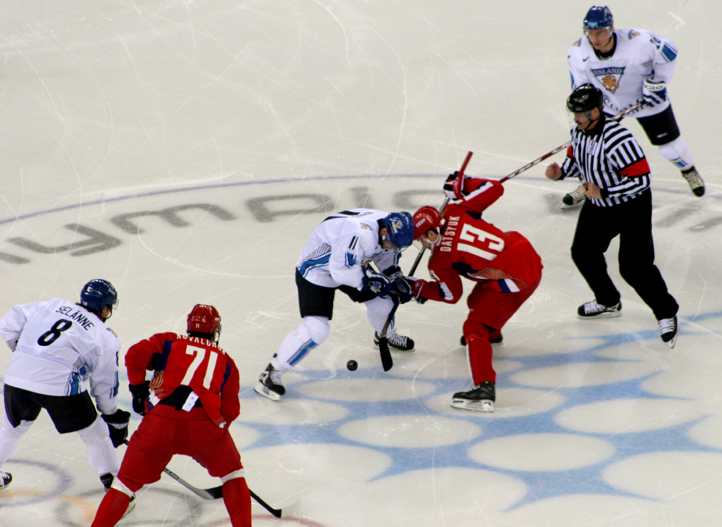
Saku Koivu (w środku z lewej) podczas wznowienia z P. Daciukiem w meczu Finlandia-Rosja (IO Turyn 2006)

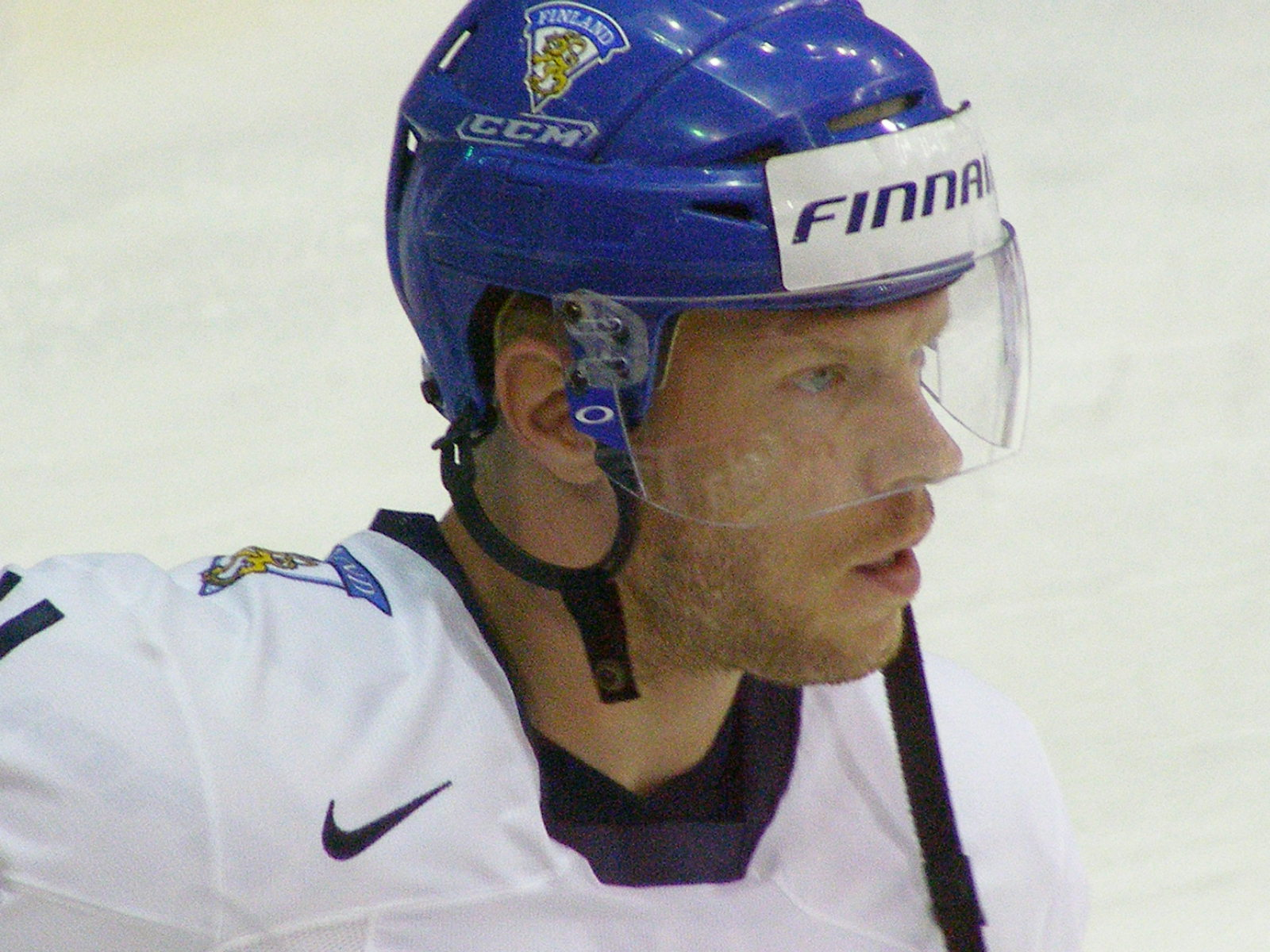
Saku Koivu podczas MŚ 2008

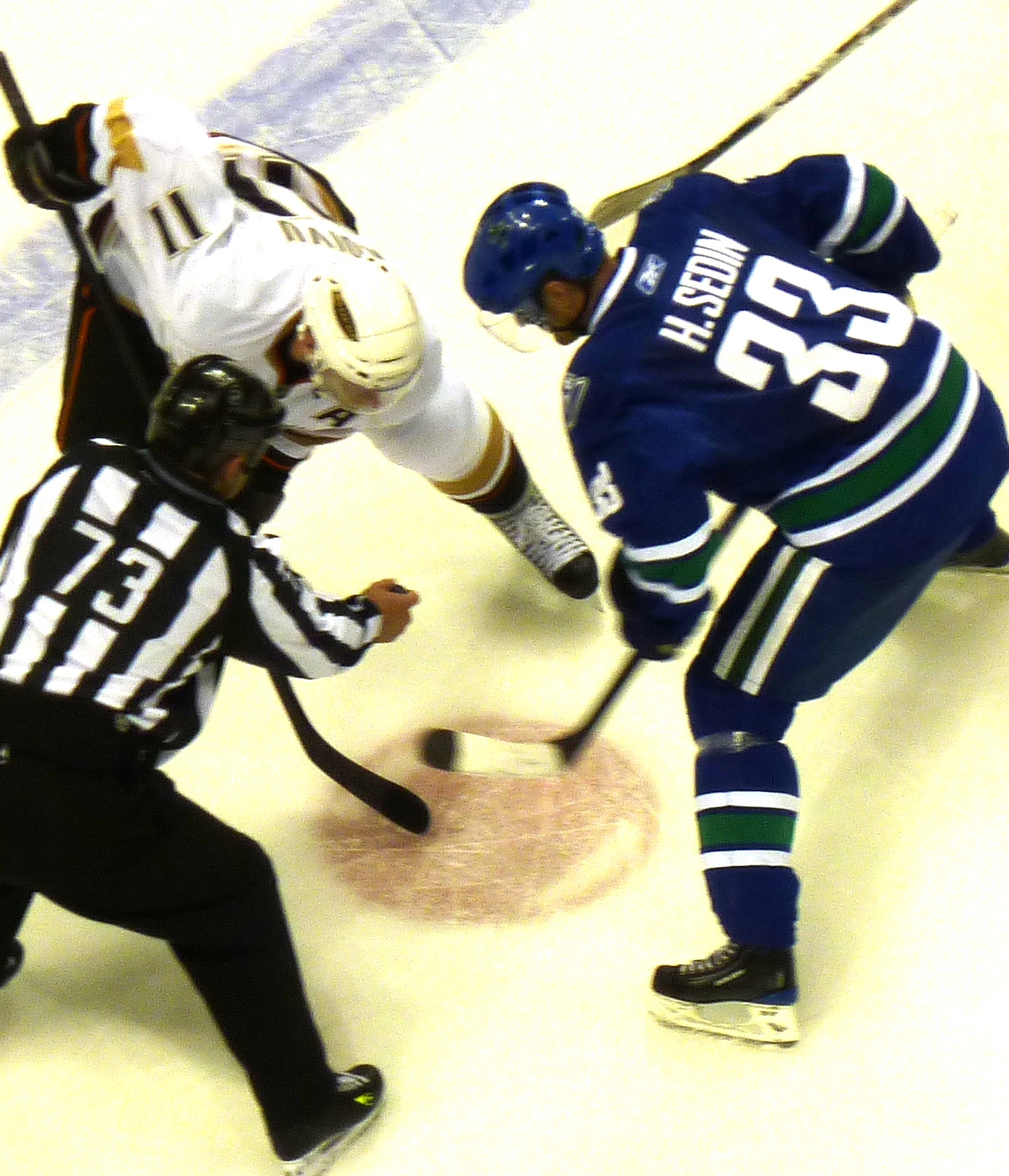
Saku Koivu (z lewej) podczas wznowienia z Henrikiem Sedinem w meczu Anaheim-Vancouver Canucks (2009)

## Kariera klubowa
- TPS U18, U20 (1990–1991)
- TPS U20 (1991–1992)
- TPS (1992–1995)
- Montreal Canadiens (1995–2004)
- TPS Turku (2004–2005)
- Montréal Canadiens (2005–2009)
- Anaheim Ducks (2009–2014)

Saku Koivu jest wychowankiem TPS Turku. W 1992 roku rozpoczął zawodową karierę w seniorskim zespole występującym w fińskich rozgrywkach SM-liiga. W tej drużynie spędził trzy sezony, dwukrotnie zdobywając mistrzostwo kraju, a raz wicemistrzostwo. Za sezon 1994/9595 roku otrzymał nagrodę Kultainen kypärä (Złoty Kask) – jako najlepszy gracz ligi głosowaniu zawodników. W 1993 roku został wybrany w drafcie NHL przez drużynę Montréal Canadiens z numerem 21. Za ocean przeniósł się przed sezonem 1995/1996 i od tego czasu występował w NHL.
Koivu został kapitanem Canadiens w sezonie 1999/2000. W sezonie 2001/02 został wykryty u niego chłoniak Burkitta (chłoniak nieziarniczy) i opuścił praktycznie cały sezon (zagrał jedynie w trzech spotkaniach). Następnie bardzo szybko wyzdrowiał i mógł zagrać w fazie play-off przeciwko Boston Bruins, w których zaprezentował się bardzo dobrze. Za tę postawę została mu przyznana nagroda Bill Masterton Memorial Trophy.
W sezonie 2002/03 Koivu zaliczył najlepszy sezon w swojej całej karierze w NHL – zebrał łącznie 71 punktów za 21 goli i 50 asyst. Podczas lokautu Koivu powrócił tymczasowo do macierzysteo klubu TPS. Trenerem fińskiej drużyny był wtedy jego ojciec, Jukka. Łącznie w barwach Montréal Canadiens rozegrał 13 sezonów, w tym w latach 1999–2009 był kapitanem drużyny. W lipcu 2009 roku przeniósł się do amerykańskiego zespołu Anaheim Ducks, by grać w jednej z drużynie z rodakiem Teemu Selänne, jednym z jego największych przyjaciół. Rok później przedłużył kontrakt z klubem o dwa lata, a w maju 2012 roku o kolejny rok. W lipcu 2013 przedłużył kontrakt o rok. We wrześniu 2014 ogłosił zakończenie kariery zawodniczej.

## Kariera reprezentacyjna
Wielokrotny reprezentant Finlandii. Uczestniczył w turniejach mistrzostw świata w 1993, 1994, 1995, 1997, 1999, 2003, 2008 oraz zimowych igrzysk olimpijskich 1994, 1998, 2006, 2010.
Zdobył brązowe medale olimpijskie w 1994, 1998 i 2010 oraz srebrny w 2006. Uczestniczył także w Pucharze Świata w hokeju na lodzie w 2004. Finowie zdobyli srebrny medal po porażce w finale z reprezentacją Kanady w hokeju na lodzie. Jest złotym medalistą mistrzostw świata w 1995. Od 1998 do 2010 roku był kapitanem reprezentacji.

## Statystyki
Statystyki ligowe
| 1992-93 | TPS                | FNL | 46  | 3   | 7   | 10  | 28  | -- | -- | -- | -- | -- |
| 1993-94 | TPS                | FNL | 47  | 23  | 30  | 53  | 42  | 11 | 4  | 8  | 12 | 16 |
| 1994-95 | TPS                | FNL | 45  | 27  | 47  | 74  | 73  | 13 | 7  | 10 | 17 | 16 |
| 1995-96 | Montreal Canadiens | NHL | 82  | 20  | 25  | 45  | 40  | 6  | 3  | 1  | 4  | 8  |
| 1996-97 | Montreal Canadiens | NHL | 50  | 17  | 39  | 56  | 38  | 5  | 1  | 3  | 4  | 10 |
| 1997-98 | Montreal Canadiens | NHL | 69  | 14  | 43  | 57  | 48  | 6  | 2  | 3  | 5  | 2  |
| 1998-99 | Montreal Canadiens | NHL | 65  | 14  | 30  | 44  | 38  | -- | -- | -- | -- | -- |
| 1999-00 | Montreal Canadiens | NHL | 24  | 3   | 18  | 21  | 14  | -- | -- | -- | -- | -- |
| 2000-01 | Montreal Canadiens | NHL | 54  | 17  | 30  | 47  | 40  | -- | -- | -- | -- | -- |
| 2001-02 | Montreal Canadiens | NHL | 3   | 0   | 2   | 2   | 0   | 12 | 4  | 6  | 10 | 4  |
| 2002-03 | Montreal Canadiens | NHL | 82  | 21  | 50  | 71  | 72  | -- | -- | -- | -- | -- |
| 2003-04 | Montreal Canadiens | NHL | 68  | 14  | 41  | 55  | 52  | 11 | 3  | 8  | 11 | 10 |
| 2004-05 | TPS                | FNL | 20  | 8   | 8   | 16  | 28  | 6  | 3  | 2  | 5  | 30 |
| 2005-06 | Montreal Canadiens | NHL | 47  | 14  | 28  | 42  | 52  | -- | -- | -- | -- | -- |
| Kariera | W sumie            | NHL | 544 | 134 | 306 | 440 | 394 | 40 | 13 | 21 | 34 | 34 |

Statystyki w reprezentacji
| Rok  | Zespół    | Typ meczu | GP | G | A  | Pts | PIM |
| ---- | --------- | --------- | -- | - | -- | --- | --- |
| 1994 | Finlandia | ZIO       | 8  | 4 | 3  | 7   | 12  |
| 1998 | Finlandia | ZIO       | 6  | 2 | 8  | 10  | 4   |
| 1999 | Finlandia | PŚ        | 10 | 4 | 12 | 16  | 4   |
| 2003 | Finlandia | PŚ        | 7  | 1 | 10 | 11  | 4   |
| 2004 | Finlandia | MŚ        | 6  | 3 | 1  | 4   | 2   |
| 2006 | Finlandia | ZIO       | 8  | 3 | 8  | 11  | 12  |

## Osiągnięcia
Reprezentacyjne
- Srebrny medal mistrzostw Europy juniorów do lat 18: 1988
- Brązowy medal zimowych igrzysk olimpijskich: 1994, 1998, 2010
- Srebrny medal mistrzostw świata: 1994
- Złoty medal mistrzostw świata: 1995, 1999
- Srebrny medal Pucharu Świata: 2004
- Srebrny medal zimowych igrzysk olimpijskich: 2006
- Brązowy medal mistrzostw świata: 2008

Klubowe
- Złoty medal mistrzostw Finlandii: 1993, 1995 z TPS
- Srebrny medal mistrzostw Finlandii: 1994 z TPS
- Finał Pucharu Europy Mistrzów Krajowych: 1994 z TPS

Indywidualne
- SM-liiga 1994/1995:
  - Najlepszy zawodnik miesiąca - listopad 1994
  - Trofeum Veliego-Pekki Ketoli - pierwsze miejsce w klasyfikacji kanadyjskiej w sezonie zasadniczym: 74 punkty
  - Trofeum Lassego Oksanena - najlepszy zawodnik w sezonie zasadniczym
  - Trofeum Jariego Kurri - najlepszy zawodnik w fazie play-off
  - Kultainen kypärä (Złoty Kask)
  - Skład gwiazd
- Mistrzostwa Świata w Hokeju na Lodzie 1994:
  - Skład gwiazd turnieju
- Mistrzostwa Świata w Hokeju na Lodzie 1995:
  - Trzecie miejsce w klasyfikacji kanadyjskiej turnieju: 10 punktów
  - Skład gwiazd turnieju
  - Najlepszy napastnik turnieju
- Hokej na lodzie na Zimowych Igrzyskach Olimpijskich 1998
  - Pierwsze miejsce w klasyfikacji asystentów turnieju: 8 asyst
  - Pierwsze miejsce w klasyfikacji kanadyjskiej turnieju: 10 punktów (ex aequo z Teemu Selänne)
  - Skład gwiazd turnieju
- Mistrzostwa Świata w Hokeju na Lodzie 1999:
  - Skład gwiazd turnieju
  - Najlepszy napastnik turnieju
  - Pierwsze miejsce w klasyfikacji asystentów turnieju: 12 asyst
  - Pierwsze miejsce w klasyfikacji kanadyjskiej turnieju: 16 punktów
- NHL All-Star Game: 1998, 2003 (nie wystąpił)
- NHL (2001/2002):
  - Bill Masterton Memorial Trophy
- Hokej na lodzie na Zimowych Igrzyskach Olimpijskich 2006:
  - Pierwsze miejsce w klasyfikacji asystentów turnieju: 8 asyst
  - Pierwsze miejsce w klasyfikacji kanadyjskiej turnieju: 11 punktów (ex aequo z Teemu Selänne)
  - Skład gwiazd turnieju
- NHL (2006/2007):
  - King Clancy Memorial Trophy

Wyróżnienia
- Galeria Sławy IIHF: 2017[8]